# Albiztur
Albiztur (baskisch und offiziell; spanisch Albíztur) ist ein Ort und eine Gemeinde (Municipio) in der Provinz Gipuzkoa im spanischen Baskenland. Sie hat 324 Einwohner (Stand: 2024).

## Geografie
Albiztur liegt etwa 22 Kilometer südsüdwestlich von der Provinzhauptstadt Donostia-San Sebastián in einer Höhe von ca. 340 m.

## Bevölkerungsentwicklung
| 1970 | 1981 | 1991 | 2001 | 2011 | 2021 |
| ---- | ---- | ---- | ---- | ---- | ---- |
| 427  | 322  | 303  | 275  | 312  | 316  |

## Sehenswürdigkeiten
- Marinenkirche (Iglesia de Santa Marina)
- Gregoriuskapelle

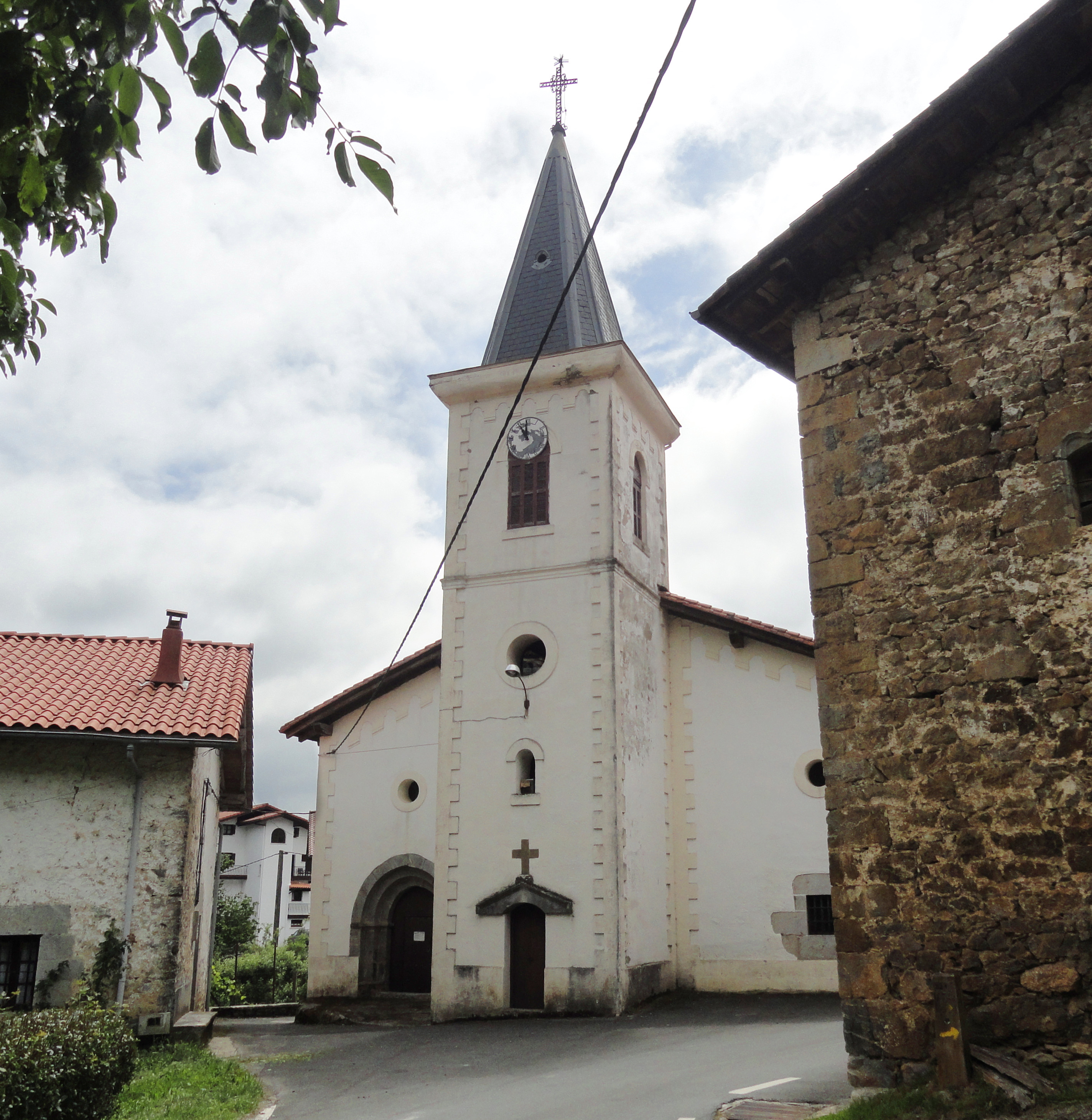
Marinenkirche
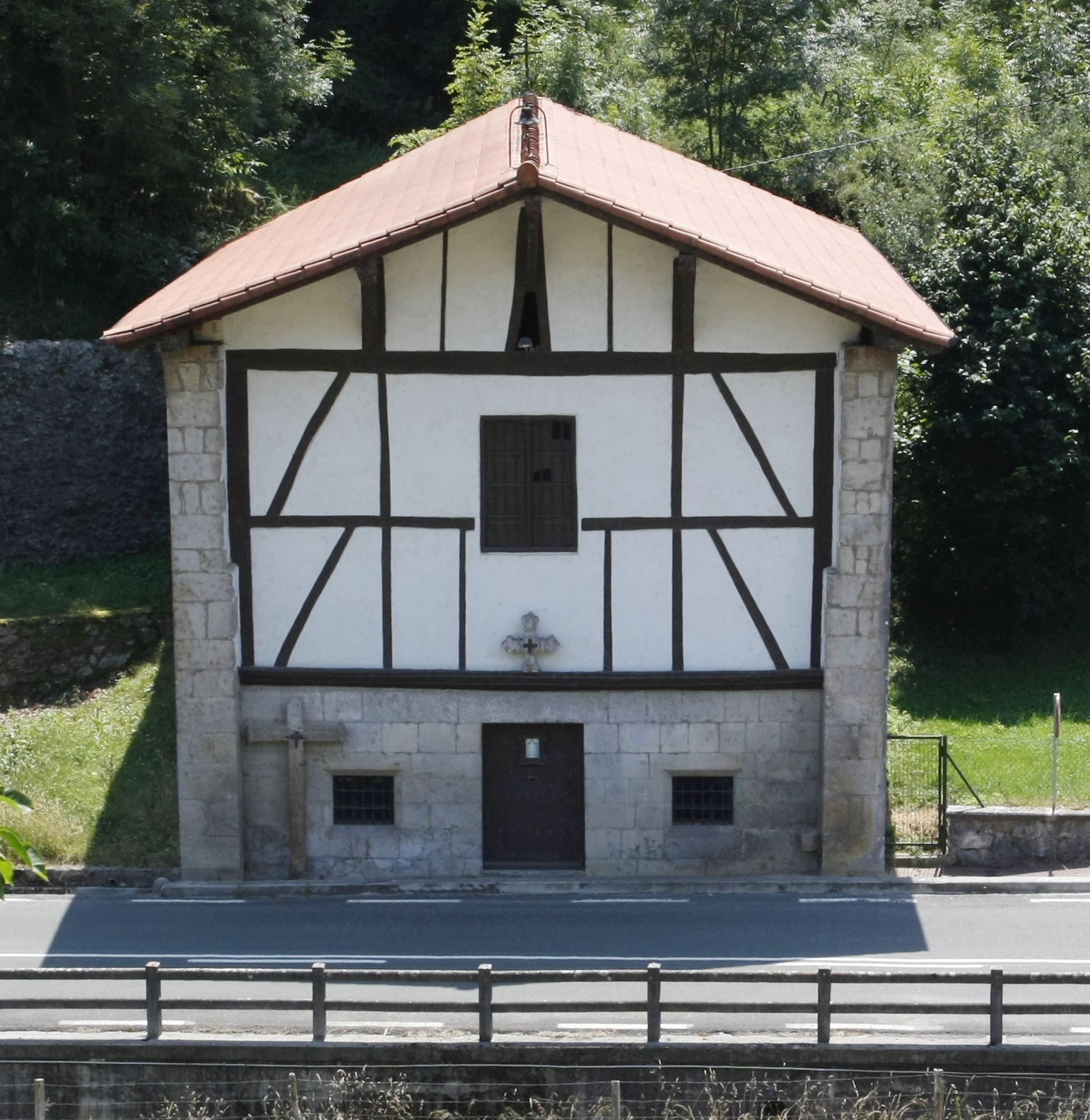
Gregoriuskapelle

## Persönlichkeiten
- Iñaki Malbadi (* 1957), Musiker